# Venta del Aire
Venta del Aire es una localidad de la provincia de Teruel, en Aragón, España. Actualmente forma parte del municipio de Albentosa. 
- Datos: Q6160366